# Council (Idaho)
Pour les articles homonymes, voir Council.
La ville de Council est le siège du comté d'Adams, situé dans l’État de l’Idaho, aux États-Unis. Sa population s’élevait à 839 habitants lors du recensement de 2010, estimée à 865 habitants en 2017.

## Démographie
| 1910 | 1920 | 1930 | 1940 | 1950 | 1960 |
| ---- | ---- | ---- | ---- | ---- | ---- |
| 312  | 388  | 355  | 692  | 748  | 827  |

| 1970 | 1980 | 1990 | 2000 | 2010 | - |
| ---- | ---- | ---- | ---- | ---- | - |
| 899  | 917  | 831  | 816  | 839  | - |

| Groupe                | Council | Idaho | États-Unis |
| --------------------- | ------- | ----- | ---------- |
| Blancs                | 96,5    | 89,1  | 72,4       |
| Métis                 | 2,0     | 2,5   | 2,9        |
| Amérindiens           | 0,7     | 1,4   | 0,9        |
| Asiatiques            | 0,2     | 1,2   | 4,8        |
| Autres                | 0,2     | 5,1   | 6,4        |
| Afro-Américains       | 0,1     | 0,6   | 12,6       |
| Hawaïens et Océaniens | 0,1     | 0,2   | 0,2        |
| Total                 | 100     | 100   | 100        |
|                       |         |       |            |
| Latino-Américains     | 3,0     | 11,2  | 16,7       |

Lors du recensement de 2010, la population latino-américaine est majoritairement composée de Mexicano-Américains, qui représentent 2,5 % de la population totale de la ville.
Selon l'American Community Survey pour la période 2010-2014, 99,1 % de la population âgée de plus de 5 ans déclare parler l'anglais à la maison et 0,90 % une autre langue.

## Personnalité liée à la ville
Le physicien James Rainwater est né à Council en 1917.

## Source
- (en) Cet article est partiellement ou en totalité issu de l’article de Wikipédia en anglais intitulé « Council, Idaho » (voir la liste des auteurs).